# Associazione Calcio Stabia 1939-1940
Questa voce raccoglie le informazioni riguardanti l'Associazione Calcio Stabia nelle competizioni ufficiali della stagione 1939-1940.

## Rosa
| N. |                   | Ruolo | Calciatore         |
| -- | ----------------- | ----- | ------------------ |
|    | Italia (bandiera) | C     | Ciro Bentivoglio   |
|    | Italia (bandiera) | C     | Guido Bonazzi      |
|    | Italia (bandiera) | C     | A. Cascone         |
|    | Italia (bandiera) | C     | Luigi Cascone      |
|    | Italia (bandiera) | C     | Giovanni Celoro    |
|    | Italia (bandiera) | D     | Dario Ciccone      |
|    | Italia (bandiera) | A     | Vittorio Coccolo   |
|    | Italia (bandiera) | C     | Walter Corsanini   |
|    | Italia (bandiera) | A     | Vittorio Di Capua  |
|    | Italia (bandiera) | D     | Emilio Di Maio     |
|    | Italia (bandiera) | A     | Enrico Gereschi    |
|    | Italia (bandiera) | C     | Alfonso Jannicelli |
|    | Italia (bandiera) | A     | Vasco Lenzi        |

| N. |                   | Ruolo | Calciatore         |
| -- | ----------------- | ----- | ------------------ |
|    | Italia (bandiera) | P     | Odastro Masi       |
|    | Italia (bandiera) | C     | Renato Melatti     |
|    | Italia (bandiera) | D     | Gigino Michetti    |
|    | Italia (bandiera) | C     | Carlo Migliaccio   |
|    | Italia (bandiera) | P     | Pasquale Provitera |
|    | Italia (bandiera) | A     | Vincenzo Rendina   |
|    | Italia (bandiera) | D     | Salvatore Russo    |
|    | Italia (bandiera) | D     | Orazio Sola        |
|    | Italia (bandiera) | D     | C. Sollo           |
|    | Italia (bandiera) | A     | Pierino Sozzi      |
|    | Italia (bandiera) | D     | Salvatore Starace  |
|    | Italia (bandiera) | A     | Geranio Tessitore  |
|    | Italia (bandiera) | A     | Alessandro Torraca |